# Pamplonita
Pamplonita là một khu tự quản thuộc tỉnh Norte de Santander, Colombia. Thủ phủ của khu tự quản Pamplonita đóng tại Pamplonita Khu tự quản Pamplonita có diện tích 176 ki lô mét vuông. Đến thời điểm ngày 28 tháng 5 năm 2005, khu tự quản Pamplonita có dân số 4228 người.